# 赛夫尔
赛夫尔（法語：Saivres，法語發音：[sɛvʁ]）是法国德塞夫勒省的一个市镇，属于尼奥尔区。

## 地理
赛夫尔（46°25'54"N, 0°14'13"W）面积21.24 平方千米，位于法国新阿基坦大区德塞夫勒省，该省份为法国西部内陆省份，北起曼恩-卢瓦尔省，西接旺代省，南至夏朗德省和滨海夏朗德省，东临维埃纳省。
与赛夫尔接壤的市镇（或旧市镇、城区）包括：欧热、阿宰勒布吕莱、埃克西勒伊、圣乔治德努瓦内、圣迈克桑莱科勒。

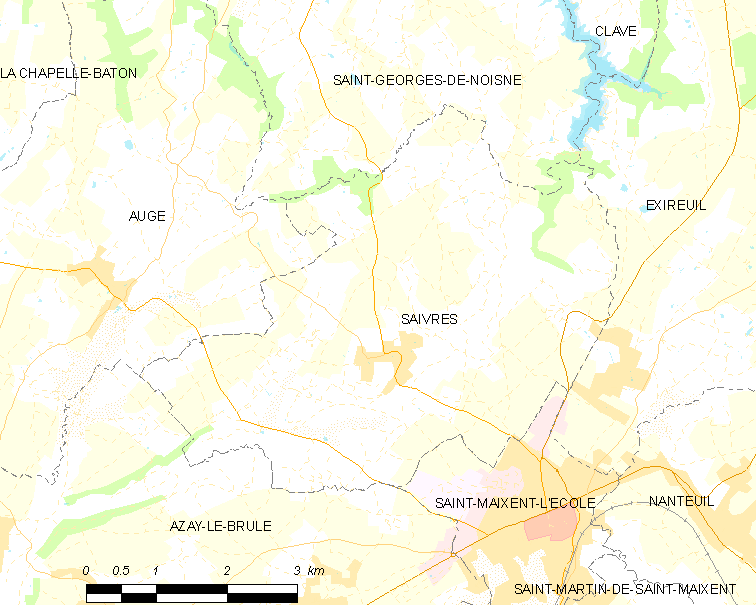
赛夫尔的OSM定位图

赛夫尔的时区为UTC+01:00、UTC+02:00（夏令时）。

## 行政
赛夫尔的邮政编码为79400，INSEE市镇编码为79302。

## 政治
赛夫尔所属的省级选区为圣迈克桑莱科勒县。

## 人口

1962-2008年间赛夫尔人口变化图示

赛夫尔于2022年1月1日时的人口数量为1322人。